# Kleinhesseloher See

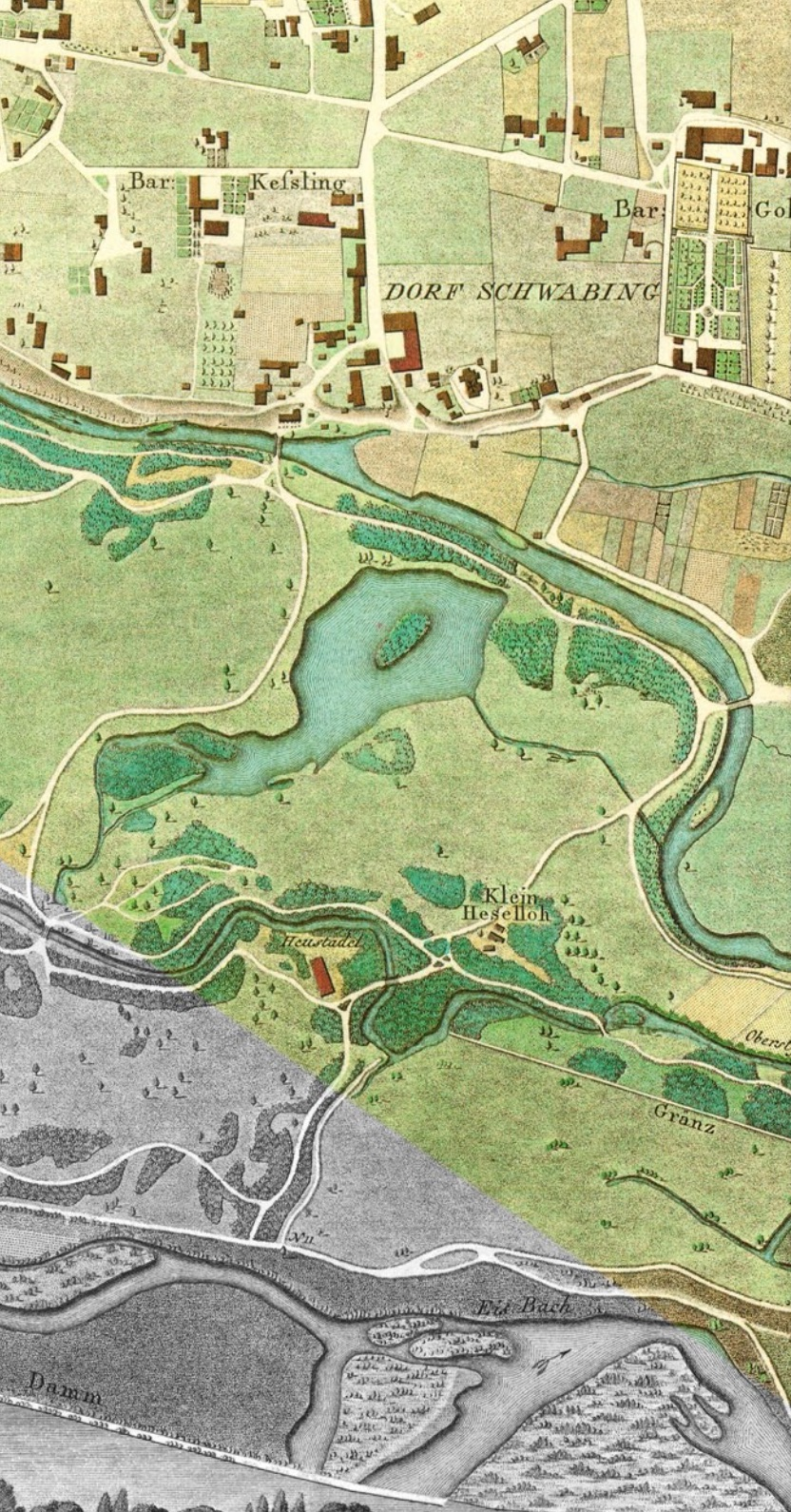
Der Kleinhesseloher See auf einem Plan von 1806, also vor der Erweiterung 1807. Östlich des Sees ist das namensgebende Gehöft Klein Heselloh eingezeichnet.

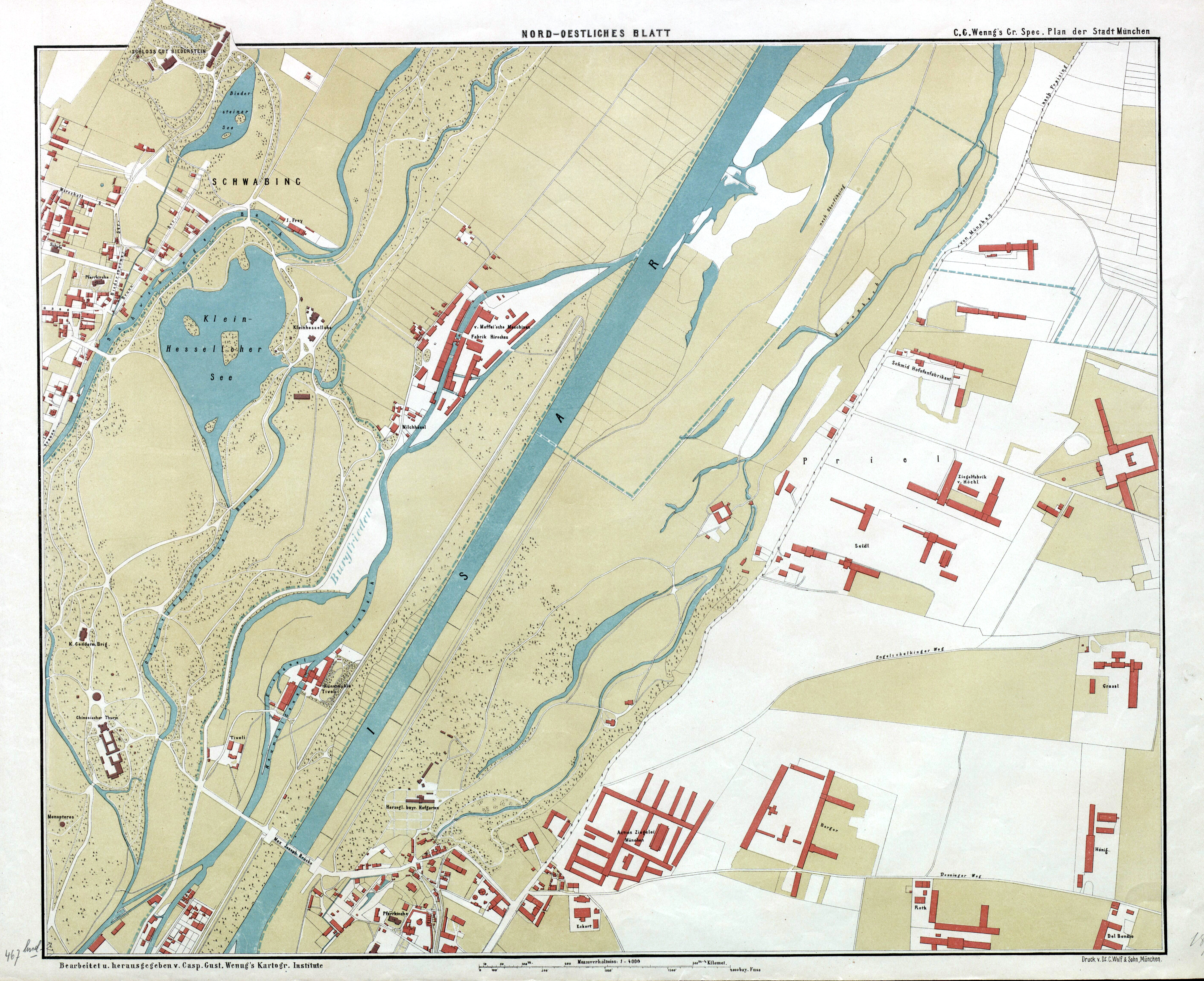
Plan von 1880

Der Kleinhesseloher See ist ein künstlicher See und Bestandteil des mittleren Englischen Gartens in München (600 m östlich der Münchner Freiheit). Er liegt unmittelbar südlich des Isarrings, der die Hirschau vom südlichen Teil des Englischen Gartens trennt, und ist ein beliebtes Ausflugsziel.

## Geschichte
Der Kleinhesseloher See wurde im Jahr 1803 durch Reinhard von Werneck angelegt. Der See hatte ursprünglich eine Größe von rund 35.000 m². Er lag zwischen Schwabing, damals ein Dorf im Norden Münchens, und Kleinhesselohe, damals ein Posten am Nordrand des Englischen Gartens und Eingang zur nördlich davon gelegenen Hirschau. Der Parkwächter richtete einen provisorischen Bierausschank für die Arbeiter im Park ein. Bald erfolgte eine Erweiterung des Angebots um Milch und kalte Speisen, und der Kleinhesseloher See wurde ein beliebter Treffpunkt für Spaziergänger im Park. Ein hölzerner Tanzschuppen zog weitere Besucher an.

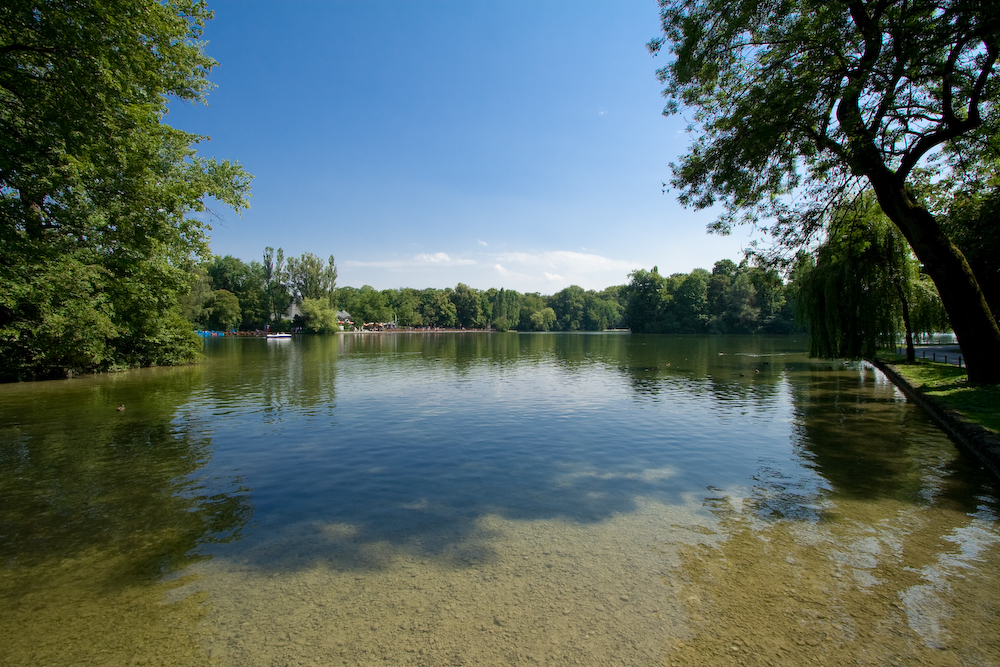
Kleinhesseloher See
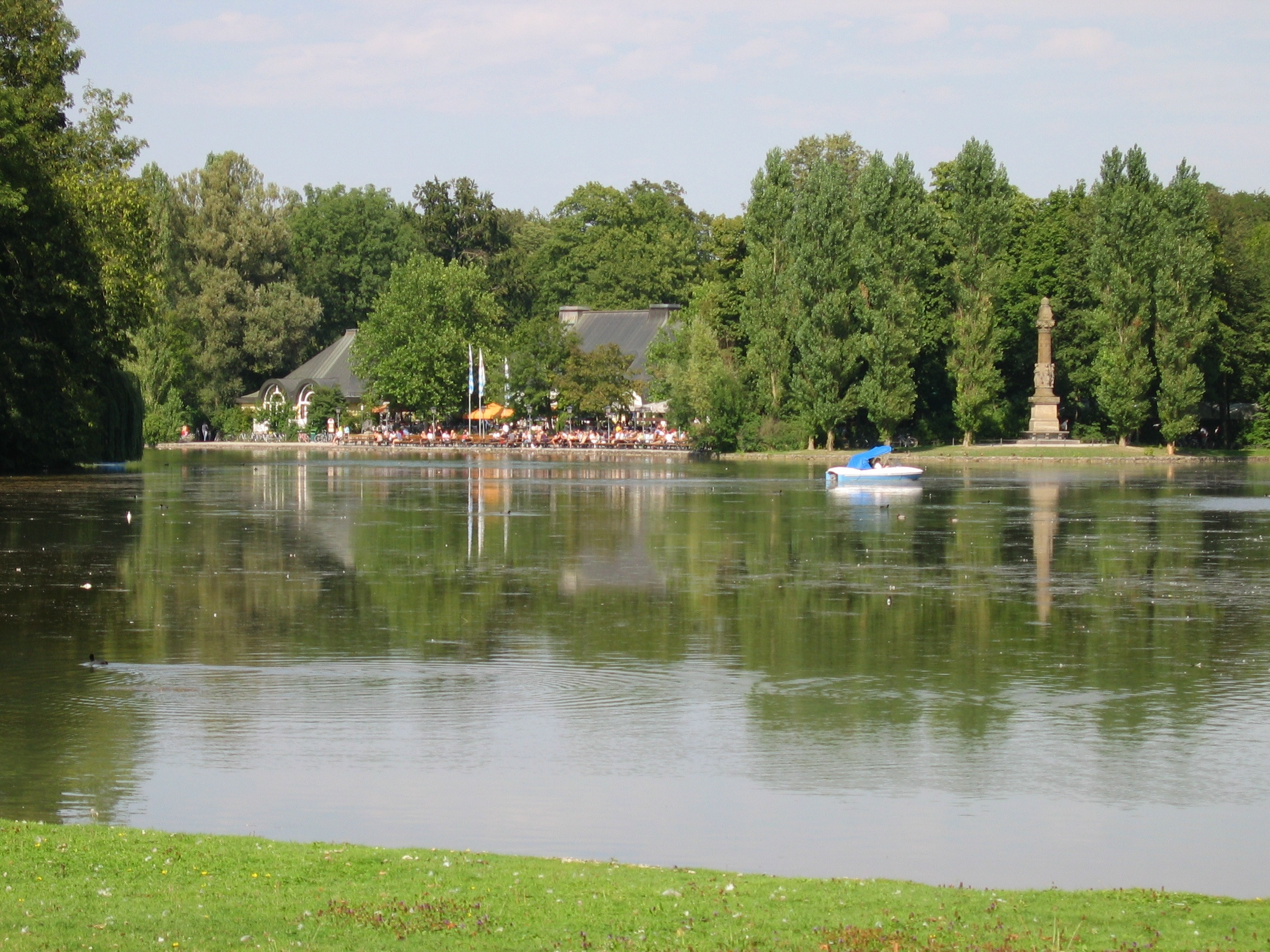
Kleinhesseloher See mit Sckell-Denkmal und Seehaus
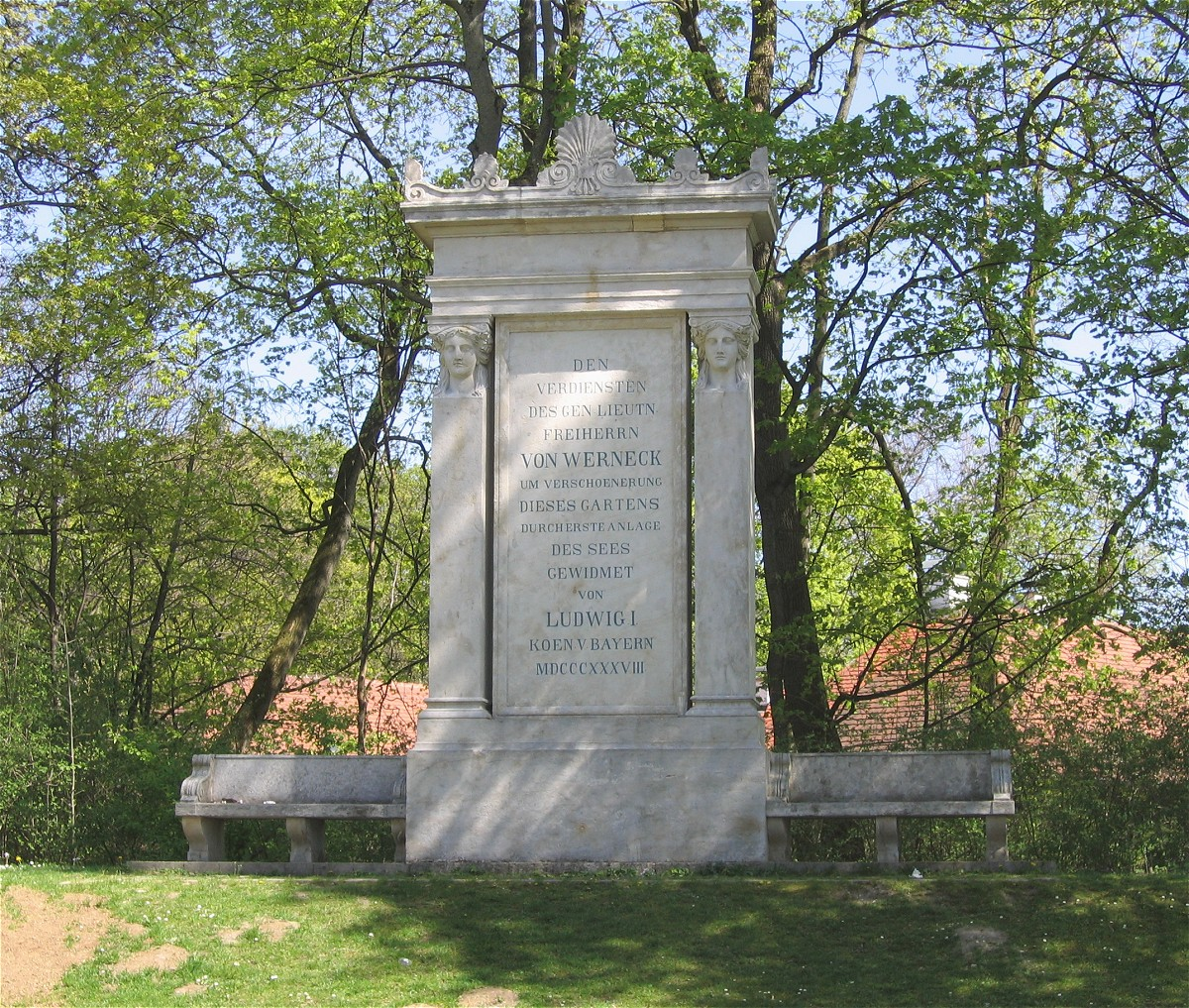
Werneck-Denkmal am See (gewidmet 1838 von König Ludwig I.)
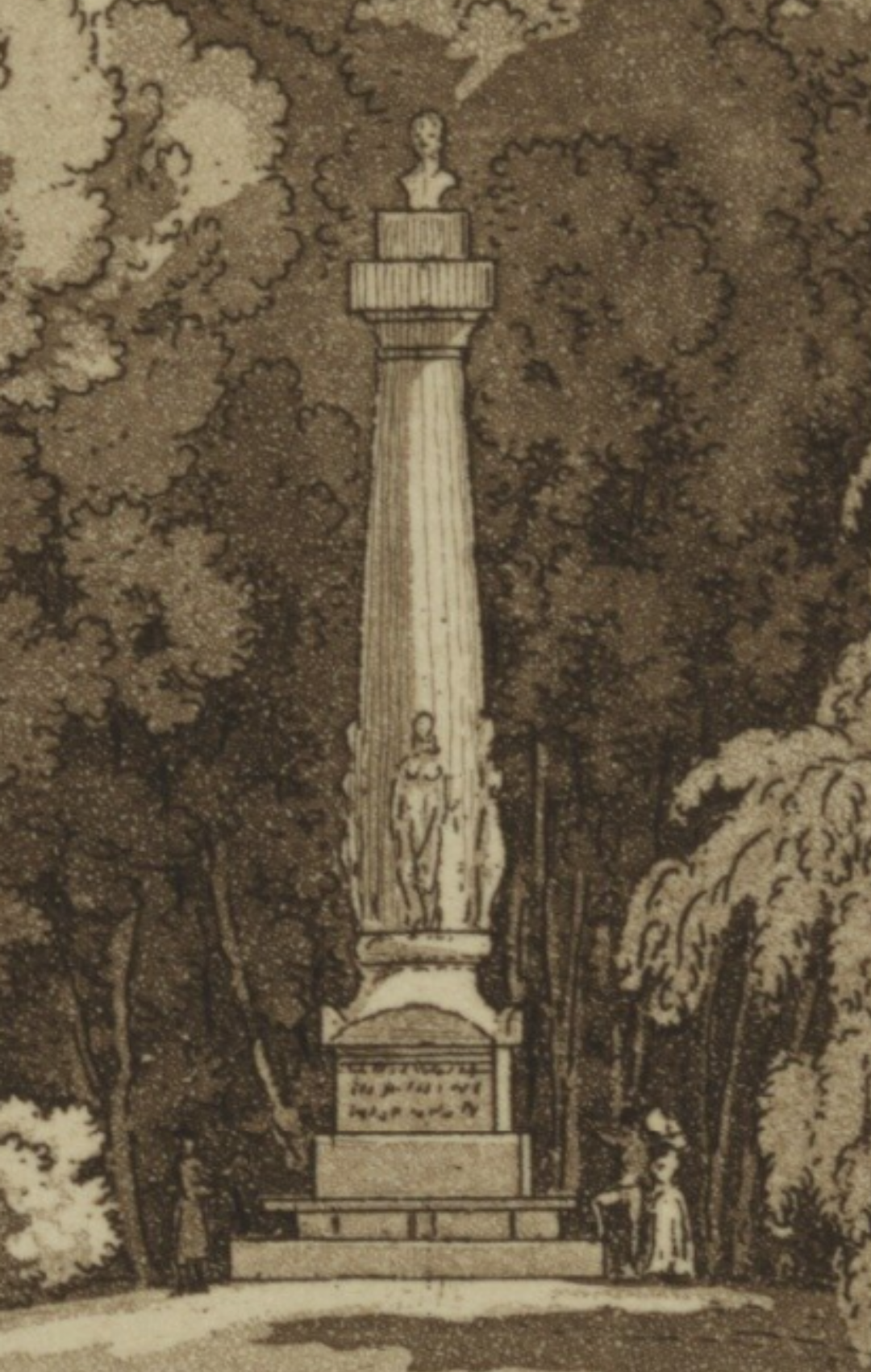
Sckell-Denkmal im ursprünglichen Zustand (1824 erbaut durch König Max Joseph) auf Tiefdruck von Carl August Lebschée
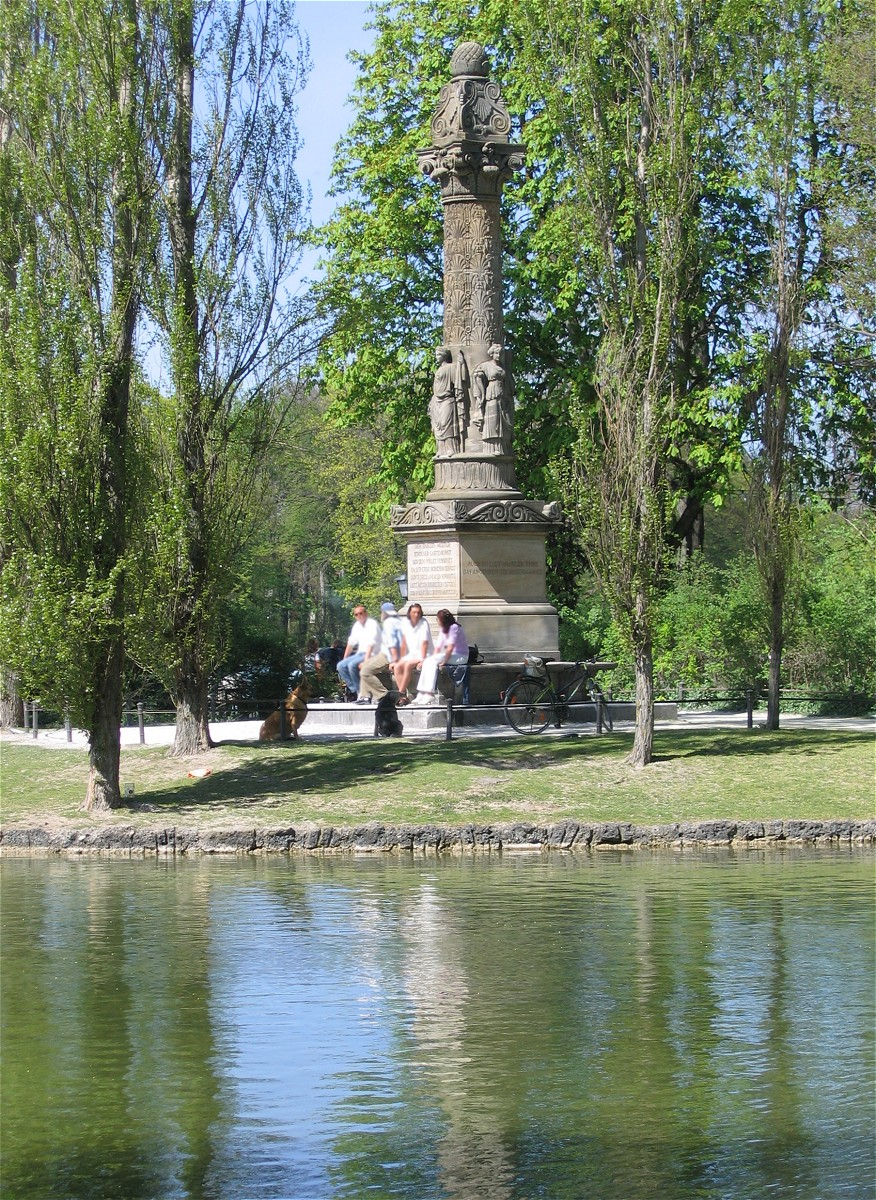
Sckell-Denkmal im renovierten Zustand (1939 erneuert durch die Bayerische Landesregierung)
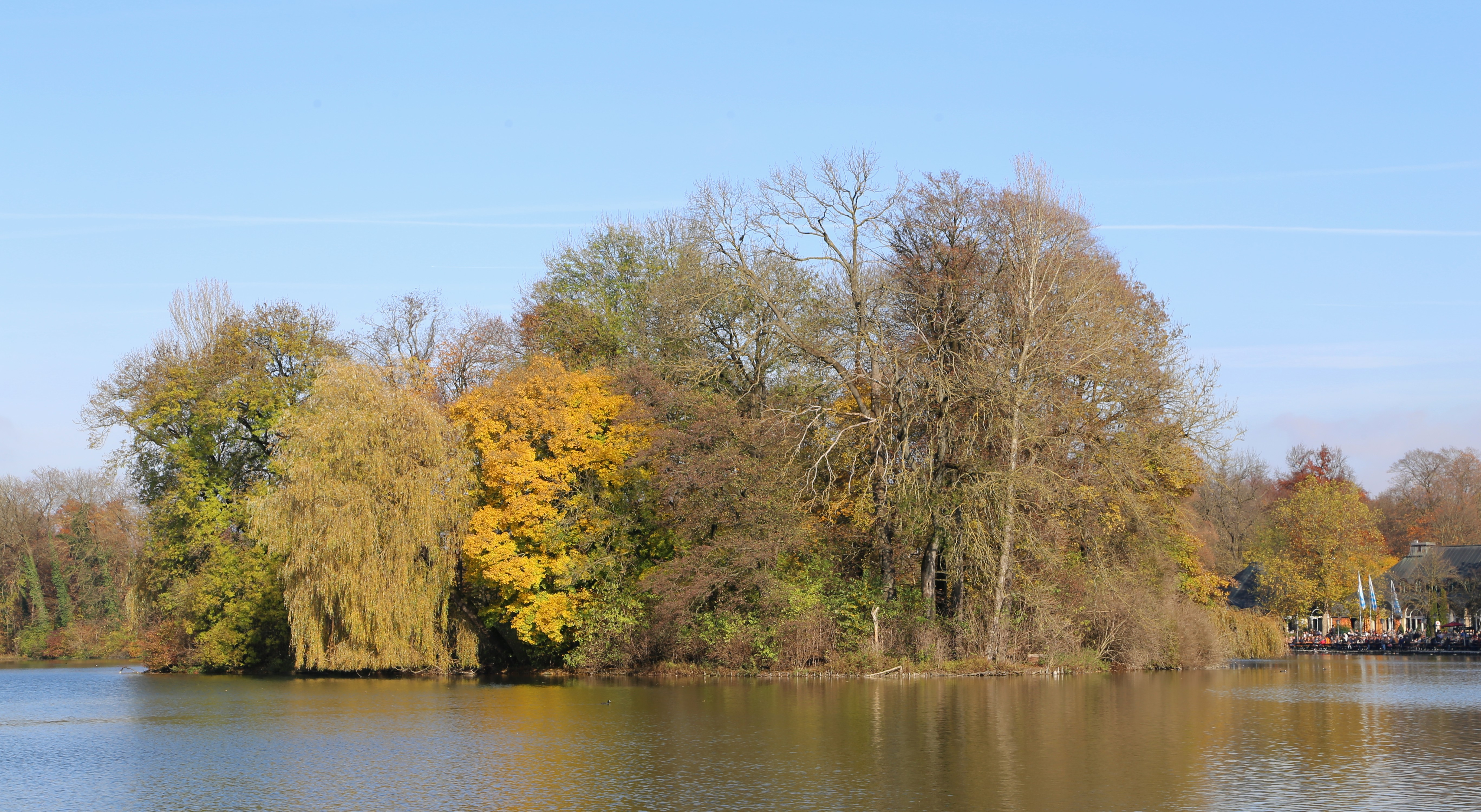
Königsinsel

Von 1807 bis 1812 wurde der See durch Wernecks Nachfolger Friedrich Ludwig Sckell auf die heutige, mehr als das Doppelte umfassende Größe erweitert. Durch die Erweiterung rückte das Seeufer in die unmittelbare Nähe von Kleinhesselohe; der dortige kleine Biergarten war der Vorgänger des heutigen Seehauses. Von 1882 bis 1883 baute Gabriel von Seidl ein Bootshaus mit Speisewirtschaft. Dieses wurde 1935 von Rudolf Esterer durch ein neues Gebäude mit einer Terrasse am See ersetzt, die bis zu ihrem Abriss 1970 sehr beliebt war. Aus der Ausschreibung für einen Neuentwurf ging Alexander von Branca als Sieger hervor. Sein Entwurf orientierte sich an einem japanischen Dorf. Dieser Entwurf wurde jedoch aus Kostengründen nie verwirklicht. 
Fünfzehn Jahre lang standen provisorische Gebäude an der Stelle, bis 1985 nach einem Entwurf von Ernst Hürlimann und Ludwig Wiedemann das gegenwärtige Seehaus errichtet wurde.
Der Kleinhesseloher See gilt als überregional bedeutsames Mausergebiet für einige Gänsearten. Mittlerweile leben Biber am See, was wegen angenagter Bäume zu Konflikten mit der Bayerischen Verwaltung der staatlichen Schlösser, Gärten und Seen führt.
Seit seiner Entstehung diente der Kleinhesseloher See im Volks- und Leistungssport als Eislauffläche. So wurde am 17. Januar 1891 die erste Deutsche Meisterschaft im Eisschnelllauf dort ausgetragen. Der mehrfache Europameister im Eisschnelllauf Julius Seyler und andere Mitglieder des Münchner Eislauf-Vereins trainierten dort.

## Geographie
Der See wird vom Oberstjägermeisterbach gespeist, einem Abzweig des Eisbaches. Der Kleinhesseloher See ist überall sehr flach.  In dem 8,64 Hektar großen Gewässer liegen drei Inseln:
| Insel           | Fläche m² | Lage                                                                                 |
| --------------- | --------- | ------------------------------------------------------------------------------------ |
| Königsinsel     | 2.720     | in der Mitte des Sees                                                                |
| Kurfürsteninsel | 1.260     | im Nordwesten, 30 m vom Ufer                                                         |
| Regenteninsel   | 640       | im Süden, bei der Mündung des Oberstjägermeisterbachs, nur wenige Meter vom Westufer |
| Inseln Summe    | 4.620     |                                                                                      |

Im Südwesten wird der See von der Werneckwiese begrenzt.
Es ist ein sehr nährstoffreicher See, in dem Graskarpfen, Schleien und Hechte zu finden sind. Einmal jährlich im Herbst wird der See von den Isarfischern e. V. abgefischt.

## Seehaus
Das Seehaus am östlichen Ufer hat 2.500 Sitzplätze. See und Seehaus bilden heute beliebte Freizeitziele, angeboten werden unter anderem Ruder- und Tretbootfahren. In kalten Wintern ist der See überwiegend zugefroren und wird von Spaziergängern, Schlittschuhläufern und Eishockeyspielern betreten, obwohl auf der vom Oberstjägermeisterbach durchströmten Südostseite fast immer ein Bereich eisfrei bleibt.
Auch die Denkmale von Friedrich Ludwig von Sckell und Reinhard von Werneck befinden sich am Ostufer des Sees. Die Sckell-Säule wurde 1824, ein Jahr nach Sckells Tod, von Ernst von Bandel nach einem Entwurf von Leo von Klenze errichtet. 1838 wurde das Werneck-Denkmal auf Vorschlag von Ludwig I. auf einer Erhebung errichtet, ebenfalls nach einem Entwurf Klenzes.